# الدیا اپلگ
الدیا اپلگ (به اسپانیایی: Aldea Apeleg) یک منطقهٔ مسکونی در آرژانتین است که در ایالت چوبوت واقع شده‌است.